# Milan Indoor 2005 - Qualificazioni singolare
Le qualificazioni del singolare  del Milan Indoor 2005 sono state un torneo di tennis preliminare per accedere alla fase finale della manifestazione. I vincitori dell'ultimo turno sono entrati di diritto nel tabellone principale. In caso di ritiro di uno o più giocatori aventi diritto a questi sono subentrati i lucky loser, ossia i giocatori che hanno perso nell'ultimo turno ma che avevano una classifica più alta rispetto agli altri partecipanti che avevano comunque perso nel turno finale.
Le qualificazioni del torneo Milan Indoor 2005 prevedevano 32 partecipanti di cui 4 sono entrati nel tabellone principale.

## Teste di serie
1. Daniele Bracciali (Qualificato)
2. Uros Vico (Qualificato)
3. Alan Mackin (ultimo turno)
4. Andrea Stoppini (secondo turno)

1. Giorgio Galimberti (Qualificato)
2. Julian Knowle (ultimo turno)
3. Michael Kohlmann (ultimo turno)
4. Francesco Piccari (secondo turno)

## Qualificati
1. Daniele Bracciali
2. Uros Vico

1. Serhij Stachovs'kyj
2. Giorgio Galimberti

## Tabellone

### Legenda
| - Q = Qualificato - WC = Wild card - LL = Lucky loser | - ALT = Alternate - SE = Special Exempt - PR = Protected Ranking | - w/o = Walkover - r = Ritirato - d = Squalificato |

### Sezione 1
|  | Primo turno     | Primo turno     | Primo turno    | Primo turno | Primo turno |  |  | Secondo turno | Secondo turno     | Secondo turno     | Secondo turno | Secondo turno |   |   | Ultimo turno | Ultimo turno      | Ultimo turno      | Ultimo turno | Ultimo turno |  |
|  |                 |                 |                |             |             |  |  |               |                   |                   |               |               |   |   |              |                   |                   |              |              |  |
|  |                 |                 |                |             |             |  |  |               |                   |                   |               |               |   |   |              |                   |                   |              |              |  |
|  |                 |                 |                |             |             |  |  | 1             | Daniele Bracciali | Daniele Bracciali | 6             | 6             |   |   |              |                   |                   |              |              |  |
|  | Emin Ağayev     | Emin Ağayev     | 4              | 7           | 6           |  |  |               | Emin Ağayev       | Emin Ağayev       | 3             | 4             |   |   |              |                   |                   |              |              |  |
|  | Stefano Tarallo | Stefano Tarallo | 6              | 62          | 1           |  |  |               |                   |                   |               |               |   |   | 1            | Daniele Bracciali | Daniele Bracciali | 6            | 6            |  |
|  | Giuseppe Menga  | Giuseppe Menga  | Giuseppe Menga | 6           | 7           |  |  |               |                   | 6                 | Julian Knowle | Julian Knowle | 4 | 4 |              |                   |                   |              |              |  |
|  | Stefano Vukov   | Stefano Vukov   | Stefano Vukov  | 0           | 5           |  |  |               | Giuseppe Menga    | Giuseppe Menga    | 3             | 1             |   |   |              |                   |                   |              |              |  |
|  | 6               | Julian Knowle   | Julian Knowle  | 6           | 6           |  |  | 6             | Julian Knowle     | Julian Knowle     | 6             | 6             |   |   |              |                   |                   |              |              |  |
|  |                 | Yves Allegro    | Yves Allegro   | 4           | 4           |  |  |               |                   |                   |               |               |   |   |              |                   |                   |              |              |  |

### Sezione 2
|  | Primo turno            | Primo turno            | Primo turno      | Primo turno | Primo turno |  |  | Secondo turno | Secondo turno          | Secondo turno    | Secondo turno    | Secondo turno    |   |    | Ultimo turno | Ultimo turno | Ultimo turno | Ultimo turno | Ultimo turno |  |
|  |                        |                        |                  |             |             |  |  |               |                        |                  |                  |                  |   |    |              |              |              |              |              |  |
|  |                        |                        |                  |             |             |  |  |               |                        |                  |                  |                  |   |    |              |              |              |              |              |  |
|  |                        |                        |                  |             |             |  |  | 2             | Uros Vico              | Uros Vico        | 7                | 6                |   |    |              |              |              |              |              |  |
|  | Daniele Giorgini       | Daniele Giorgini       | Daniele Giorgini | 6           | 6           |  |  |               | Daniele Giorgini       | Daniele Giorgini | 62               | 2                |   |    |              |              |              |              |              |  |
|  | Fabio Colangelo        | Fabio Colangelo        | Fabio Colangelo  | 4           | 4           |  |  |               |                        |                  |                  |                  |   |    | 2            | Uros Vico    | Uros Vico    | 6            | 7            |  |
|  | Jean-François Bachelot | Jean-François Bachelot | 64               | 6           | 6           |  |  |               |                        | 7                | Michael Kohlmann | Michael Kohlmann | 3 | 63 |              |              |              |              |              |  |
|  | Marco Crugnola         | Marco Crugnola         | 7                | 4           | 3           |  |  |               | Jean-François Bachelot | 6                | 5                | 64               |   |    |              |              |              |              |              |  |
|  | 7                      | Michael Kohlmann       | Michael Kohlmann | 6           | 6           |  |  | 7             | Michael Kohlmann       | 4                | 7                | 7                |   |    |              |              |              |              |              |  |
|  |                        | Ismar Gorcic           | Ismar Gorcic     | 4           | 0           |  |  |               |                        |                  |                  |                  |   |    |              |              |              |              |              |  |

### Sezione 3
|  | Primo turno          | Primo turno          | Primo turno          | Primo turno | Primo turno |  |  | Secondo turno | Secondo turno       | Secondo turno       | Secondo turno       | Secondo turno       |                     |   | Ultimo turno | Ultimo turno | Ultimo turno | Ultimo turno | Ultimo turno |  |
|  |                      |                      |                      |             |             |  |  |               |                     |                     |                     |                     |                     |   |              |              |              |              |              |  |
|  |                      |                      |                      |             |             |  |  |               |                     |                     |                     |                     |                     |   |              |              |              |              |              |  |
|  |                      |                      |                      |             |             |  |  | 3             | Alan Mackin         | 7                   | 62                  | 7                   |                     |   |              |              |              |              |              |  |
|  | Nenad Zimonjić       | Nenad Zimonjić       | 64                   | 7           | 6           |  |  |               | Nenad Zimonjić      | 5                   | 7                   | 62                  |                     |   |              |              |              |              |              |  |
|  | Gianluca Pozzi       | Gianluca Pozzi       | 7                    | 5           | 4           |  |  |               |                     |                     |                     |                     |                     |   | 3            | Alan Mackin  | Alan Mackin  | Alan Mackin  | 4r           |  |
|  | Serhij Stachovs'kyj  | Serhij Stachovs'kyj  | Serhij Stachovs'kyj  | 6           | 6           |  |  |               |                     |                     | Serhij Stachovs'kyj | Serhij Stachovs'kyj | Serhij Stachovs'kyj | 6 |              |              |              |              |              |  |
|  | Luca-Achille Rovelli | Luca-Achille Rovelli | Luca-Achille Rovelli | 1           | 1           |  |  |               | Serhij Stachovs'kyj | Serhij Stachovs'kyj | 6                   | 7                   |                     |   |              |              |              |              |              |  |
|  | 8                    | Francesco Piccari    | Francesco Piccari    | 7           | 6           |  |  | 8             | Francesco Piccari   | Francesco Piccari   | 3                   | 6(1)                |                     |   |              |              |              |              |              |  |
|  |                      | Mattia Livraghi      | Mattia Livraghi      | 5           | 2           |  |  |               |                     |                     |                     |                     |                     |   |              |              |              |              |              |  |

### Sezione 4
|  | Primo turno    | Primo turno        | Primo turno        | Primo turno | Primo turno |  |  | Secondo turno | Secondo turno      | Secondo turno      | Secondo turno      | Secondo turno      |   |   | Ultimo turno | Ultimo turno   | Ultimo turno   | Ultimo turno | Ultimo turno |  |
|  |                |                    |                    |             |             |  |  |               |                    |                    |                    |                    |   |   |              |                |                |              |              |  |
|  | 4              | Andrea Stoppini    | Andrea Stoppini    | 6           | 6           |  |  |               |                    |                    |                    |                    |   |   |              |                |                |              |              |  |
|  |                | Davide Dell'Acqua  | Davide Dell'Acqua  | 2           | 2           |  |  | 4             | Andrea Stoppini    | 5                  | 6                  | 63                 |   |   |              |                |                |              |              |  |
|  | Farruch Dustov | Farruch Dustov     | 3                  | 7           | 6           |  |  |               | Farruch Dustov     | 7                  | 2                  | 7                  |   |   |              |                |                |              |              |  |
|  | Stefano Ianni  | Stefano Ianni      | 6                  | 6           | 3           |  |  |               |                    |                    |                    |                    |   |   |              | Farruch Dustov | Farruch Dustov | 68           | 65           |  |
|  | Matteo Volante | Matteo Volante     | Matteo Volante     | 6           | 7           |  |  |               |                    | 5                  | Giorgio Galimberti | Giorgio Galimberti | 7 | 7 |              |                |                |              |              |  |
|  | Matteo Romano  | Matteo Romano      | Matteo Romano      | 3           | 6(1)        |  |  |               | Matteo Volante     | Matteo Volante     | 3                  | 1                  |   |   |              |                |                |              |              |  |
|  | 5              | Giorgio Galimberti | Giorgio Galimberti | 6           | 6           |  |  | 5             | Giorgio Galimberti | Giorgio Galimberti | 6                  | 6                  |   |   |              |                |                |              |              |  |
|  |                | Željko Krajan      | Željko Krajan      | 2           | 4           |  |  |               |                    |                    |                    |                    |   |   |              |                |                |              |              |  |